# Endocrinologia
L'endocrinologia és la branca de la medicina que tracta les disfuncions del sistema endocrí i les seves secrecions específiques, anomenades hormones.

## Funcions dels òrgans endocrins, les hormones i els receptors
Les hormones són molècules que actuen com a transmissors de senyals entre una cèl·lula i una altra. La majoria d'aquestes hormones arriben als seus receptors a través de la sang.
Tots els organismes pluricel·lulars necessiten sistemes per coordinar i regular les funcions de les diferents cèl·lules. Hi ha dos mecanismes per a dur a terme aquesta funció en els animals superiors: el sistema nerviós i el sistema endocrí. El sistema endocrí actua alliberant agents químics a la sang i és vital pel correcte desenvolupament i funcionament de l'organisme.
L'endocrinologia es basa en l'estudi de la biosíntesi, l'emmagatzematge, la química i la funció fisiològica de les hormones i les cèl·lules de les glàndules i teixits endocrins que les secreten.
El sistema endocrí està compost per diverses glàndules, a diferents parts del cos, que secreten hormones directament al torrent sanguini. Les hormones tenen diferents funcions i maneres d'actuar; una hormona pot tenir diversos efectes depenent dels òrgans diana, i alhora, un òrgan pot ser diana de diverses hormones.
Les hormones actuen unint-se específicament als receptors de l'òrgan diana. Un receptor ha de tenir dos components bàsics:
- Una zona de reconeixement, on l'hormona s'unirà.
- Una zona efectora, per on començarà la cadena enzimàtica.

## Malalties
Veure article principal Malalties endocrines
Una malaltia causada per un trastorn hormonal és coneguda popularment com a desequilibri hormonal, encara que tècnicament es coneix com una endocrinopatia o endocrinosi.